# Kun Andor
Kun Andor (Törökszentmiklós, 1882. február 18. – Budapest, 1960. március 20.) újságíró.

## Életútja
Kun Jakab (1845–1908) könyvelő és Rooz Etelka (1861–1944) gyermekeként született. Jogi tanulmányait a Budapesti Tudományegyetemen és a Kolozsvári Magyar Királyi Ferenc József Tudományegyetemen végezte. Szolnokon nyitott ügyvédi irodát, de már ekkor jelentékeny hírlapírói munkásságot fejtett ki. Az Új honatyák arcképe című sorozatának megjelenése után a fővárosba ment, ahol csakhamar élénk publicisztikai tevékenységet fejtett ki. A Pesti Hírlaphoz került, ahol a politikai rovatnál dolgozott. A Magyar Hírlap irodalmi és ifjúsági rovatát is szerkesztette. 1918-ban rovatvezetője a Friss Újságnak, majd 1919-től a Magyarság munkatársa volt. A Tanácsköztársaság bukását követően a jobboldalhoz, majd a liberális polgári irányzathoz csatlakozott. 1920-tól szerkesztette Budapesten az Amerikai Magyar Népszavát, 1939-től a Mai Nap munkatársa volt. Az Otthon Írók és Hírlapírók Egyesületének alelnökeként is működött. Az ő tervei nyomán jött létre az újságkiadók és újságírók választott bírósága.
Első felesége Kovács Mária volt, akivel 1915. május 3-án Budapesten kötött házasságot. 1923-ban elváltak. 1923. szeptember 5-én Budapesten, a Józsefvárosban feleségül vette Solymossy Anna Erzsébetet, akitől szintén elvált.

## Fontosabb művei
- Politikusok pongyolában : a t. Házból (Budapest, 1913)
- Janika Amerikában (ifjúsági regény, Budapest, 1926)
- Tudod-e mit köszönhet a világ a magyarságnak? (Budapest, 1935)
- Berlinből jelentik... . Bevezetőt írta Parragi György. (Budapest, 1948)
- Amerikai bolyongások
- A sajtótörvény magyarázata
- Sajtókamara
- A sajtójavallat ellen